# Villers-le-Lac
Villers-le-Lac è un comune francese di 4 560 abitanti situato nel dipartimento del Doubs nella regione della Borgogna-Franca Contea.

## Società

### Evoluzione demografica
Abitanti censiti